# Bismarckschule (Nürnberg)
Die Bismarckschule ist eine Grund- und Mittelschule in Nürnberg, im Stadtteil Schoppershof. Das Schulgebäude wurde 1902–1904 mit reicher Ausstattung im Jugendstil errichtet und steht unter Denkmalschutz. Die Schule wurde nach dem einige Jahre zuvor verstorbenen Reichskanzler Otto von Bismarck benannt.

## Geographische Lage
Das Schulgelände wird von der Bismarckstraße, der Welserstraße, der Fröbelstraße und der Schoppershofstraße begrenzt.

## Geschichte
Im Jahr 1879 erhielt das Dorf Schoppershof eine eigene neu erbaute Schule auf dem Gelände der heutigen Bismarckschule. 1881 wurden 244 Jungen und Mädchen in drei Klassen unterrichtet. Mit der Eingemeindung 1899 von Schoppershof in die rasant wachsende Stadt Nürnberg erwies sich die Schule in dem neuen Stadtteil als zu klein.
Im Rahmen des Nürnberger Schulbauprogramms unter Oberbürgermeister Johann Georg von Schuh entstand in den Jahren 1902–1904 nach Plänen des städtischen Baubeamten Georg Kuch (1862–1928) und des Leiters des städtischen Bauamts Carl Weber neben dem alten Schulhaus an der Bismarckstraße ein modernes Gebäude im Jugendstil.
Während des Ersten Weltkriegs dienten teile der Schule als Lazarett. Gegen Ende des Zweiten Weltkriegs wurde der Unterricht wegen der Bombardierungen Nürnbergs und der Evakuierung von Schulkindern zeitweilig eingestellt. Bei der Beschießung der Stadt 1945 durch die Artillerie beschädigten Granaten einen Teil des Gebäudes und zerstörten das alte Schulhaus Schoppershof. Nach der Eroberung der Stadt besetzte die US-Army das Schulhaus. Der Unterricht wurde im Oktober 1945 im Schichtbetrieb wieder aufgenommen.
Bekanntester Schüler der Bismarckschule war der Schriftsteller Hermann Kesten, der 1906 eingeschult wurde und die Schule bis 1910 besuchte.

## Architektur
Das 1904 fertiggestellte Schulgebäude wurde aus zwei viergeschossigen, rechtwinklig zueinander stehenden Flügeln errichtet, der an der heutigen Welserstraße nahm die Knabenschule auf und der an der Fröbelstraße die Mädchenschule. Die Flügel wurden durch einen Gebäudeteil mit Aula und Turnhalle verbunden, die von beiden Flügeln zugänglich waren. Ein achteckiger Uhrturm überragte die Gebäude als Orientierungspunkt für den Stadtteil.
Das Schulhaus enthielt 32 Klassenzimmer, einen Zeichensaal und Fachräume. Die Ausstattung entsprach moderner Technik mit Gasbeleuchtung und einer Zentralheizung, die auch das Brausebad im Keller mit warmem Wasser versorgte, in das die Schüler wöchentlich zum Duschen geführt wurden. Die Toiletten waren mit Spülvorrichtungen und Lüftungen ausgestattet – Einrichtungen, die in den meisten Wohnungen der Zeit fehlten. Ein Schulgarten wurde vor den Flügeln angelegt. Das Gebäude wurde innen und außen reichlich mit Jugendstilelementen verziert.
Der Bau aus rotem Burgsandstein weist mit Stuck und Sgraffiti um die Fensterachsen gegliederte Außenfassaden auf. Pflanzenornamente, Tiere und Fabelwesen schmücken das Gebäude. Engel grüßen mit Bibelzitaten über den Eingängen der damaligen Knaben- und Mädchenschule. Der die beiden Schulflügel verbindende Rechteckbau trägt an zwei Seiten jeweils drei Sandsteinreliefs, die die Schulfächer repräsentieren: Erdkugel, Turnerringe vor dem Turnerkreuz und eine Eule stehen an der Ostseite für Erdkunde, Leibeserziehung im Sinne von Turnvater Jahn und für die in der Schule zu vermittelnde Weisheit. An der Südseite symbolisieren Pflanzengebinde, Lyra, Zirkel und Dreieck die Fächer Biologie, die musischen Fächer Musik und Kunst sowie die geometrisch-handwerklichen Fertigkeiten.
Das mit Rundgauben besetzte Dach wird von geschwungenen Giebeln mit Türmchen und Stadtwappen und Dachreitern eingerahmt. Schule und Stadtteil werden von einem 47 m hohen achteckigen Uhrturm überragt. Die Außenwand an der Bismarckstraße ziert ein großes Relief mit dem Jungfrauenadler des Nürnberger Stadtwappens.
Über den Gebäudeeingängen am Schulhof wurden Reliefs mit Märchenmotiven angebracht. Über dem Knabeneingang mahnt die Geschichte von den bösen Buben aus dem Struwwelpeter vor den Folgen von Mobbing. Über dem Mädcheneingang warnt der getreue Eckart die Mädchen vor den „unholden Schwestern“. Geflügelte Kröten sitzen an Dachecken, ein Fisch als Wasserspeier füllte einen Brunnen an der Hauswand.
Innen wurde die Bismarckschule hochwertig ausgestattet mit Granitstufen in den Treppenhäusern, Geländern aus Jurakalkstein und Muschelkalksäulen. In den Korridoren wurden zweifarbigen Fliesen in Rautenmuster verlegt. Sandstein-Friese mit jeweils unterschiedlichen Tier- und Pflanzenmotiven schmücken die Türen zu den Klassenzimmern. Ein Wappen des Oberbürgermeisters Georg Ritter von Schuh in der Aula erinnert an den Förderer des Schulbaus.
Das Gebäude ist ein Baudenkmal, eingetragen in die Bayrische Denkmalliste (Akten-Nr. D-5-64-000-224).